# ガイア・ギアの登場人物
ガイア・ギアの登場人物（ - とうじょうじんぶつ）では、小説作品及びラジオドラマ『ガイア・ギア』に登場する、架空の人物を列挙する。なお、声はラジオドラマのキャストである。

## メタトロン

### アザリア・パリッシュ
声：麦人
ズィー・ジオン・オーガニゼーション（メタトロン）の実質的な指導者である初老の男性。組織内の階級は少将で提督と呼ばれる。シャア・コンテニュー・オペレーションを引き継ぎ、再生した「シャア・アズナブル」が現れた時に備えて各地に散在していた反地球連邦運動を行なう勢力を糾合し、ズィー・オーガニゼーションを創り上げた。当初の目標通りにアフランシをリーダーに迎えたものの、かつての英雄シャア・アズナブルの再来をアフランシに期待するあまり、それに応えようとしないアフランシに失望する。その硬直化した思考が後に組織に混乱を招く事となった。
アフランシと初めて対面すると「閣下」と呼び掛け、それまで行動を共にしてきた周囲の者たちの彼に対する気やすい態度を改めるよう注意したが、アフランシ自身に拒否された。するとアフランシを不穏分子または敵として扱っていいのかと脅した。マドラス・カリアが取りなそうとすると、今度は彼をアフランシに危険を冒させすぎた罪か本物のシャアの再来か確認せずに連れてきた罪で問責委員会にかけると脅した。アフランシは自分が作戦の指揮を執ると宣言して話の主導権を奪った。なおも不満を漏らし、アフランシの職務権限の一考を訴える彼に、アフランシはそんなことは作戦終了後に時間をかけて検討すればいいとして、強引に話を打ち切った。提督は一応彼の主張を受け入れて承認したものの、アフランシにシャアの再来となって欲しいと考える提督と自分はシャアのコピーではないと考えるアフランシの間には、この時点ですでに大きな認識のズレがあった。
アフランシたち先遣隊が地球降下後、第二波の増援では十分な機体を送らず、送信した情報も不正確なものであった。この時点で彼らメタトロンの首脳部とマハを疎んじる地球連邦政府と利害が一致し、裏取引することが決まっていたからである。すでにマザー・メタトロンを譲る事を条件に反地球連邦政府活動の罪を帳消しにしてもらい、組織ごと連邦政府に吸収される計画が進んでいた。そして連邦軍にアフランシの処分を求められると、ついに思い通り動かないアフランシを抹殺することを決め、ブノア・ロジャックにアフランシの殺害を命じた。

### アフランシ・シャア
声：横堀悦夫
かつての英雄シャア・アズナブルの記憶を受け継ぐ反地球連邦政府組織メタトロンの指導者。シャア・アズナブルを再生させる計画 「シャア・コンティニュー・オペレーション」によって生み出されたシャアのメモリークローン。シャア・アズナブルその人の細胞を分割して再活性化させてその遺伝子を再現したクローン体に、シャアの記憶を収めた膨大な情報量のセル・チップを埋め込んで生み出された。自然環境が人を鍛え上げるのではないかという仮定のもと、19歳になるまで南太平洋にある特別環境保護区の「自然保護監視地区」の島で身寄りのない孤児として育てられた。育ての親のガバ・スーの遺言と常に自分の体内のどこかでカチカチと音を立てる感覚に従い、幼馴染のエヴァリー・キーの反対を押し切って宇宙に行くことを決意した。
白人の純血種を連想させる金髪の青年で、その容姿はシャアのファンで動く映像でも彼をよく見ているミランダ・ハウの目から見てもシャアそのものに見えた。
幼い日の記憶を持たず、年齢も育ての親のガバ・スーに教えられたもの。自分の育ちが組織によって仕組まれたものである可能性に気付いてからは、島で自分が考えたり思い付いたりしたことや身につけた知識は全て自分を島で育てさせた依頼人の仕掛けたことだと判断して忘れようと努めた。
機械などほとんど扱ったこともないのに、生まれて初めて見たマン・マシーンやノーマルスーツなどの機器や装備の意味を理解し、操作することができた。それは彼が成長する段階で学んで身につけたことや生まれ持った彼自身の洞察力によるものではなく、どこで覚えたのかもわからないが彼の記憶と身体の中に確実に学習したものとして存在する知識や技術（セル・チップのシャアの記憶）によってであった。人の記憶は受容できるものだけが残る。認めたくない記憶や不必要な記憶は忘れる機能を持っているから人は学んだこと、おぼえたこと、知ってしまったことに押し潰されずに生きて行けるし、それが出来なければ人は狂気に陥る。しかし、忘れることができないものに支配され、狂気にも走らずに行動しているのがアフランシである。
シャアの記憶を持ち、遺伝形質が同じものであっても、アフランシの人格はシャアのものではない。また彼の成長した南の島の環境がアフランシをかつてのシャアのようには育てなかった。シャア・アズナブルその人の細胞から再生された個体であることはバアム・ゼーゲンの揃えたデータにより証明されているが、アフランシは自分はあくまでアフランシ・シャアであり、メタトロンが勝手に信じているシャアのコピーではないと否定してシャアその人としてふるまうことを拒否し続けた。そのことが彼とメタトロンの上層部との間に深い溝を生んだ。
マハ追撃作戦ではガイア・ギアαを駆って自ら地球へ降下するが、それは戦闘者に没頭することで事実上シャアの後継者としての役割を放棄することでもあった。そのことがシャアの再来を期待していたマザー・メタトロンの老人たちの失望を招き、補給や増援が送られなくなった。しかし、地上に降りてからもアフランシは組織のリーダーではなく戦闘者の一人として振舞い続け、結果リエージュの戦闘では味方に多数の犠牲者を出すことになった。生き残ったメンバーに責められたアフランシは、マザー・メタトロンを掌握できず、むしろ総帥として祭り上げられることを嫌がって地球に逃げて来たことを認める。事態を打開するため、アフランシは衛星軌道上からマハが進駐しているヌーボ・パリをミサイルで絨毯爆撃することを決定し、マザー・メタトロンへ支援を要請する。マハの殲滅はマン・マシーンで行うという大前提を覆し、世間からは回復しつつあるヨーロッパの環境を破壊したとの誹りを受ける可能性のある方針転換だったが、アフランシはそれを独断で決めた。これ以上味方に犠牲を増やさず、初期の予定通りマザー・メタトロンに協力させるための苦肉の策だった。それでもなおガイア・ギアαでの戦闘にこだわるアフランシに対し、マドラスやミランダはガイア・ギアαのメインパイロットをメッサーに変更する決定を行う。しかし、アフランシは最後までパイロットであることにこだわり、シャア・アズナブルではなく「アフランシ・シャア」として事態を収拾させることを決意。ガイア・ギアαで最終決戦に挑んだ。
アフランシがスペースコロニー、ヘラスのチンピラだったメッサーたちをメタトロンに参加させたのは、彼らを更生させるためではなく、メタトロンに毛色の違う人間たちを参加させるためだった。アフランシは、メタトロンのメンバーが理性的でお行儀がよいインテリの集団で、皆同じような顔をしているのが気になっていた。自分が育った島に住む人々と同様の同じ鋳型に押し込まれた単一の人々の集団では反地球連邦政府組織運動の成功の可能性は無いと判断した彼は、組織がもっと強力になるためには雑多なものを容認するしかないと考えて彼らを組織に引き入れることにした。
「アフランシ」が白人の代表を表す名前で、白人至上主義のメタトロンが白人神話の復活を願って付けたという疑惑を何度も聞かされており、「それならば、自分はマハと共同でメタトロンを叩かなければならない」と軽口を言ったこともあった。クリシュナ・パンデントにその名前の作為性を指摘された時も、自分はこの名前で生まれ育ったのでとても自然な名前であり、人類が宇宙で生きることの正義を尊ぶだけで、それ以外の意味をメタトロンの戦いに込めるつもりはないと言うしかなかった。

### アン・マーサン
「三十一の二乗」基地内でアフランシを部屋に案内した少女。背は低く頬の上の方にそばかすを残している。

### エミール・ルーサ
メタトロンの女性マン・マシーンパイロット。ホンコン・マハのギッズ・ギースと初対戦した部隊に加わっていた。

### キムリー・ブラウス
メタトロンの女性マン・マシーンパイロット。粗野なケラン・ミードとコンビを組むことも気にしないざっくばらんな性格。クリシュナ奪還作戦の際、ドハディ二番機で出撃した。地球降下後、メッサーの登場するガイア・ギアαの戦闘小隊に組み入れられ、メッサーがウルのブロン・テクスターを鹵獲するのを助けた。サウンド版においては名前のみ確認されている。

### クラッカワ・ナカガ
メタトロンの医療部門のスタッフ。ニュータイプやサイコミュについて精通しており、アフランシとガイア・ギアαの、サイコミュの相性をチェックした。また、ジョーにもサイコミュについての講義をしている。

### クリシュナ・パンデント
声：弥生みつき
メタトロンのメンバー。宇宙に上がったアフランシを収容した貨物船スパシアス号のクルーで、宇宙で最初にアフランシに接触したうちのひとり。サイド2のスペースコロニー、ヘラスのスラムの出身であり、そのことを恥じている。周囲に笑顔を見せたすぐ後に他人を怒鳴りつけたり殴ったりするような大人しかいない環境で育った。
黒髪を二つ編みにした褐色の肌の、瞳が大人のように鋭いハイティーンの少女。いくつもの民族の血を引く混血の少女で、その血が彼女に並外れた造形の美を与えている。純粋な白人の象徴であるアフランシとは対照的な存在。何分の一かはインド系の血も入っており、特にインド風に育てられたりヒンドゥー教を教えられたりしたわけではないが、日頃からサリーを着たり、瞑想に入るときにおぼえたヒンドゥー教の神々の名前を唱えたりする。
クリシュナは、スペース・コロニーに来てまで旧世紀時代のような生活を送る自分たちの環境を根本的に改善するにはメタトロンの活動による世直しが必要だと信じていたが、マハのウル・ウリアンと接したことで、それはどうやら違っていたようだと思い至った。もちろんウルの論法を全て信じたわけではないが、一面の真理はあると感じたからである。
自分を救助した敵のウル・ウリアンとの数度の関わりを因縁があると思い込むことで自分を誤魔化し、彼と関係を持つ。それは慕っていたアフランシが自分を通して別の女性=エヴァリー・キーを見ていた事への当てつけでもあった。そして流されるままにウルの潜入捜査に同行したルーバン亭でかつての仲間たちとの銃撃戦に巻き込まれ、その直後にはマハのクルーに言われるままに撃った弾が仲間たちの乗るエア・フォース1を撃墜してしまう。
その後、終始そっけない態度で本心を見せないウルの事も信頼することができず（ウルの方は単に経験不足で何を言えばいいのかわからないだけだったのだが）、結局彼の元を去ることになる。そして行く当てもなくヨーロッパの原野をさまよい、飢えて力尽きかけていたところをエヴァリーに保護された。そこに彼女を慕うジョー・スレンが捜索に来て、ともにアフランシたちとの合流を目指す。自分を純粋に愛するジョーに安らぎを見出すものの、その直後にジョーはウルと戦って戦死する。絶望した彼女は、自分とのあまりの境遇の違いからエヴァリーに対して激しく嫉妬し、思わず偽名を使っていた彼女の素性を拘束していたウルに暴露してしまう。ウルの侮蔑を買いながらも解放された彼女は、ひとりアフランシの本隊にたどり着き、全てを報告した。そしてメタトロンからも去ることになった。

### グレン・コールディル
声：西村知道
メタトロンの作戦参謀の長身の士官。組織内の階級は大佐。アザリア・パリッシュ少将腹心の部下で、シャア・コンテニュー・オペレーションの推進者の一人。
アフランシとアザリア・パリッシュやメンム・ケイレンら老人たちとの間で調整役を果たしていた。彼自身はアフランシに好意的であったが、アフランシをシャアのクローンとして考えていることに違いはなく、本人を前に無意識で「閣下には、マン・マシーンを操縦する適性が”装備”されている」と発言して不快感を与えることもあった。組織が連邦軍に吸収されることになり、免罪を受けるためにアフランシを処理するようブノア・ロジャックに命じる際には彼を気遣っているようだったが、最終的には組織の一員としてブノアに使命を遂行するように指示した。

### ケイネス・ブレン
マザー・メタトロンのブリッジクルー。初対面の時、アフランシのことを「シャアさん」と呼んだ。

### ケラン・ミード
声：難波圭一
メタトロンのマン・マシーンパイロット。向こうっ気が強く、性急で激高しやすい気性。大局的な視点を持てず、粗野で横柄だが、パイロットとしての能力は高い。許可なく新型機のガイア・ギアαに搭乗するなど、無謀で独断的だが、非常時には有用。マン・マシーンを扱える生活が出来るならばどこに所属しようが構わないという彼がメタトロンに来たのは、ただ官僚が嫌いだからという理由だけだった。

### ケンセスト・ベイレン
メタトロンのマン・マシーンパイロット。クリシュナ奪還作戦の際、ドハディ三番機で出撃した。

### サエス・コンスーン
メタトロンのマン・マシーンパイロット。サイド2のスペースコロニー、ヘラスの不良グループの一員。メッサーらと共に政治犯としてメタトロン側へ引き渡された後、マン・マシーンの操縦訓練を受ける。リエージュでの戦闘にドハディで出撃し、ウルのブロン・テクスターに撃破されて死亡した。

### シャア・アズナブル
声：池田秀一
シャア・アズナブル、またはキャスバル・レム・ダイクンとは、かつての宇宙移民者独立運動のリーダーだった人物の名前。アフランシはそのシャアのクローンとされる。
彼は「汚染された地球を再生するためには地球を完全に無人化して人類はスペースコロニーに住むべきだ」と提唱した。理念は崇高だが、結果的には一つのスペースコロニーに短期の独裁体制を作っただけで敗北した。メタトロンの中枢で動いているのは、彼のその絶対理想に共感する人々である。
ジオン公国消滅後にジオン・ズム・ダイクンの志を継ごうとして起こした組織、ネオ・ジオンで総帥に祭り上げられたシャアは、地球連邦政府に対して反乱を起こし、人類を住めなくするために巨大隕石「アクシズ」を地球に落とす作戦を決行した。しかし、隕石を落としたのは彼自身であるにもかかわらず、ガイア・ギアの時代には「シャアの人徳とニュータイプとしての才能が地球を汚染するかもしれなかった隕石の激突を回避させ、そのときにシャアは死んだものの、彼の意思がオーロラとなって地球を包んだ」と語り継がれているため、死後1世紀以上が経過しても、未だ伝説の人物として畏怖の念を抱かれている。

### ジャック・ブルーム
声：田中信夫
ラジオドラマ版のオリジナル・キャラクター。メタトロン初期の立役者で、組織内では伝説の人物。

### ジョー・スレン
声：古本新之輔
メタトロンのマン・マシーンパイロット。若く細身の青年で、性格は繊細でまじめ。ヘラスで警察に釈放されたアフランシを保護し、マザーメタトロンにたどり着くまで行動を共にした。
クリシュナ奪還作戦の際、ドハディ4号機で出撃するはずであったが、地上戦を想定してマドラスと共に複座のゾーリン・ソールで出撃した。地球降下後にクリシュナが行方不明になったことで初めて彼女への想いを自覚する。しかし、ルーバン亭でウルの潜入捜査に同行していたクリシュナと再会し、なし崩し的に撃ち合うことになってしまい、その衝撃で心に傷を負う。その後、捕虜になったウルからクリシュナが彼と別れてマハからも出て行ったことを聞かされ、半壊したゾーリン・ソールで彼女の捜索に出る。運良く彼女を発見するものの、ウルのギッズ・ギースと遭遇。片腕の機体で善戦はしたものの破れて戦死した。

### セゴビィ・ミラン
マザー・メタトロンのデッキクルーの下士官。物怖じしない性格のようで、ほとんど初見のアフランシに対しても気安く忠告していた。地球降下作戦にも同行し、エアフォース1に唯一のメカニックマンとして搭乗した。ガイア・ギアαにメッサーが乗れることを保証している。

### セシアス・ジィギス
ブザンソンの基地での通信責任者。ミランダと共に通信を担当していた豪胆だが用意周到な中年女性。トット・ゲーリングの交際相手で、ブザンソンを放棄する際、彼の荷物も整理していた。

### トット・ゲーリング
アフランシがヘラスの留置場で出会った巨漢。メッサーたちヘラスの不良グループを束ねていた男で、一目置かれる存在であった。その後、政治犯扱いにされて地球に送られ、ヌーボ・パリ周辺の開発のために強制労働につかされるところだったが、メッサーたちと再会してそのまま脱走した。脱走後はメタトロンに協力し、偵察や情報収集、部隊のサポートなどを行った。またアフランシとメッサーら昔の仲間たちとの調整役も務めていた。冷静に情勢を判断する能力があり、マハの本質を見抜き、メタトロン上層部の裏切りも予測していた。アフランシに対して対等に話せる数少ない人物でもあった。

### トルース・シュトロンガー
アフランシがグレンの飲み屋で出会った大柄な中年の白人男性。いつも投げやりで嫌味ばかり言う酔いどれの世捨て人のような人物だが、実はメタトロンが放った監視人である。しかし、ミランダは結果的にそうなっていただけだと否定し、バアム・ゼーゲンは彼女に「地球連邦政府から給料をもらってるらしいが便利だ」と言っていたと明かした。
白人至上主義者で、地球も宇宙も白人が分かちあうために存在し、アフランシ・シャアはそれを実行するために現れたと主張する。アフランシの名前について「アフランシとはア・フランシ（a franci）、つまり"自由にされたフランク人"という意味を持ち、それに"自由なるもの"という意味の接頭語が付いた名前で、その名前を付けた人物が白人の再生を考えなかったはずがない」という解釈を披露し、エヴァリーへの暴行とあわせてアフランシを激高させた。その際、シャアの記憶の一部を「思い出した」アフランシによって論破され、それを逆恨みしてミハエル・キンゼイに彼の殺害を依頼した。

### ニアス・ケイン
メタトロンのマン・マシーンパイロット。クリシュナ奪還作戦の際、ドハディで出撃した。アフランシに名前の呼び方を尋ね、「アフランでいい」と言われた。

### バアム・ゼーゲン
ゼーゲン不動産会社の社長で、ズィー・ジオン・オーガニゼーションの関係者。葉巻をたしなむ白の上下を着た中年の白人男性。シャア・コンティニュー・オペレーションを引き継ぐために白人至上主義者を演じていたのかもしれない人物。
「島の男が戻ってきたらこのビルを提供しろ」という会社の定款を実践できるよう、ゾーリン・ソールを保存したビルの所有権をペーパーカンパニーが維持できるよう管理してきた。
アフランシにトルース・シュトロンガーは監視人ではないのかと聞かれると、「特に依頼しなくてもアフランシの様子を知ることは出来る。善意を持って不平や不満を聞いてあげると人は色々な事を愚痴を言うような気持ちで教えてくれる。例えばトルースは昔からの飲み友達だった」とうそぶき、また島が実験区であることを明かして島の人々がアフランシを監視していた可能性も匂わせた。
アフランシを送り出す際、「ジーク・ジオン」と口にした。その直後、ビルに突入してきたマハによって射殺された。

### ハタナ・ノムソザキ
メタトロンのマン・マシーンパイロット。クリシュナ奪還作戦の際、ドハディで出撃した。

### ブノア・ロジャック
メタトロンの女性マン・マシーンパイロット。クリシュナ奪還作戦の際、ドハディで出撃した。マザー・メタトロンが派遣した第三波の援護部隊隊長としてガイヤスで地球に降下してきた。大柄な女性だが、しぐさは軽快であり、また見かけによらずかわいらしい笑顔を見せるという。三十一の三乗ではケランと対等に張り合う程の腕を持つパイロットである。
支援降下前、極秘に首脳部からアフランシの暗殺を言い含められており、ナイーブな性格である彼女はそれを日記に綴っていた。不時着時に日記が保存されたフロッピーディスクを落としており、それをエヴァリーに拾われジョーとクリシュナが知り、計画が露見する事になる。最終決戦において別行動部隊を率い艦隊を狙う作戦を採り、コイリュー及びマハ・ゲイジスの撃沈に成功するも、2艦の核融合炉の爆発に巻き込まれ、戦死した。なお本人は暗殺という任務に強い嫌悪を感じており、逆にマハ・ゲイジス狙撃任務という純粋な戦闘行為に喜びを見出していた。

### ヘイラル・ハルメス
メタトロンのマン・マシーンパイロット。クリシュナ奪還作戦の際、ドハディで出撃した。地球降下作戦以降も部隊の一員として活躍するものの、ミュンヘンへの偵察行動の際、ウルに撃墜され戦死した。

### ボーズ・ガルチェ
メタトロンのマン・マシーンパイロット。ボーズ戦隊を率いるパイロット。アフランシは彼を「主義者の固さを持つパイロット」と感じていた。ミュンヘンの工場群へ偵察に出たが、ウルと遭遇。撃墜され戦死したが、間際まで欺瞞行動に徹し、ブザンソンのメタトロン部隊の位置を特定させなかった。

### マーガレット・レーン
マザー・メタトロンのメカニック・クルー。感情よりも仕事を優先する熟練したスタッフで、艦内のデッキワーク全般のチェックを任されている。アフランシに関わることが多く、仲間にからかわれることもあった。マハ追撃戦ではエア・フォース2のメカニックとして地球に降下した。冷静に仲間達の動きを観察して人物を評価・判断することができる。仲間からはマギーの愛称で呼ばれる。

### マドラス・カリア
声：新井一典
メタトロンのメンバー。運搬船スパシアス号の船長として宇宙で最初にアフランシを出迎えた。初対面でアフランシに思わず「閣下」と呼びかけていた。年齢は40歳前後で鼻の下に髭をたくわえている。メタトロンの中ではアフランシに好意的な人物で、アフランシの事は指導者にいただく人だと思っているが、普段はフランクに付き合っていた。冗談を言ったりする気さくな人物。地球降下作戦ではエアフォース1の船長として実働部隊を指揮していた。エアフォース1撃墜後は後方で指揮をとっていた。根っからのメタトロンのスタッフなので、上層部の裏切りの可能性についてアフランシは彼には言わずにいた。ルーバン亭のファレス・デ・ミンネといつの間にかいい仲になっていた。

### ミッシェル・エーケン
声：堀本等
メタトロンの航海士。スパシアス号、エアフォース1などに搭乗した。マドラスのサポートとして活躍。

### ミランダ・ハウ
声：平野文
メタトロンのメンバー。ホンコンではバアム・ゼーゲンの秘書としてアフランシとエヴァリーを出迎えた。赤毛とブロンドのミックスした髪色で冴えた褐色の瞳の持ち主。いかにもキャリアウーマンといった風情でおしとやかではなく、やり手の女性。口のきき方にもややきついところがある。用心深い性格だが、同時にどこかそそっかしい部分も持っている。「アジア人なんて貧しいだけで特別保護区から出られない人たちだと思っていた」と無意識の内に差別意識を持っていたことを認めている。
父親はシャトルの搭乗券を手に入れることが出来る立場の特権的な地球連邦政府の高官だが、父親の遺志を継ごうとして敗北した悲劇の主人公・シャア・アズナブルに少女のように憧れ、ネオ・ジオンではなくズゥイ・ジオンを志して組織に参加した。父親は彼女の活動は知らないという。
ホンコン以来、彼女の知識と経験はアフランシに色々な事を教えてくれた。宇宙やメタトロンの組織に慣れないアフランシにとって彼女は唯一の頼れる存在となり、次第に彼女に甘えて頼ってくるようになった。それに対しては、「愛人になる気はないしお母さん役もイヤだ」「おっぱいが吸いたければノーマルな男女関係ができるお相手を探してください」と拒否して、彼の自立をうながしている。
父親が連邦政府の官僚であることを警戒されて、パリッシュ提督から地球降下の許可が下りなかったため、しばらくアフランシとは別行動となった。補給物資を積んだエアフォース3で地球へ降りてきたあとはアフランシと行動を共にした。

### ムラソコ
メタトロンの協力者で、ヘラスの警察内部の内通者の一人。普段は警官として勤務している。アフランシ釈放の経緯について調査したが、介入した部署の正体はわからなかった。

### メスラー・デッケン
メタトロンのマン・マシーンパイロット。クリシュナ奪回作戦の際、ドハディで出撃した。アフランシに対して、存在を自覚して努力すべきとの意見をぶつけたケランの発言を支持していた。

### メッサー・メット
声：山寺宏一
メタトロンのマン・マシーンパイロット。サイド2のスペースコロニー、ヘラスの不良グループのリーダー。街でアフランシともめるが、トット・ゲーリングの名を出されると態度を一変させて友好的になった。その際に彼のことを"アーフ"と呼んだ。
レエ、サエス、レーザムとともに窃盗や恐喝の罪で警察に捕まっていたところ、人数合わせのために政治犯としてメタトロンに引き渡された。仲間と共にアフランシの小隊に組み入れられ、反抗しつつもマン・マシーンのパイロットとして訓練を受ける。しかし、裏ではマン・マシーンを奪って売り飛ばすことを企てていた。地球降下作戦時に勝手に小隊を引き連れ出撃し、レーザムを失うというミスを犯してしまう。アフランシに叱責されると反発し、地球降下後にレエ、サエスとともに脱走。ヌーボ・パリの連邦軍に投降しようとするが、そこでトット・ゲーリングと再会。トットの説得で翻意してメタトロン本体に復帰する。その後、戦闘部隊の一翼を担うなどリーダーシップを発揮し、最終決戦においては鹵獲したマハの新鋭機・ブロン・テクスターで第二戦線の中核として出撃する。ウル・ウリアンのギッズ・ギースと対戦するも、かつての愛機の癖を熟知していたウルに弱点を突かれ、撃破された。

### メンム・ケイレン
マザー・メタトロンの艦長。アフランシのことは嫌っており、クリシュナ奪回作戦の時に彼がアフランシに協力的な態度を取った時にはミランダがホッとして機嫌が良くなったほど。のちにパリッシュ提督がメタトロンを地球連邦軍に身売りする計画を立てた際にも積極的に支持し、アフランシの処理についても動揺するアザリア・パリッシュやグレン・コールディルに対して積極的に決定を促した。

### レエ・セイアス
声：高山みなみ
メタトロンのマン・マシーンパイロット。サイド2のスペースコロニー、ヘラスの不良グループの一員。メッサーらと共に政治犯としてメタトロン側へ引き渡された後、マン・マシーンの操縦訓練を受ける。そのことが彼女の生き方に大きな影響を与えた。
物心ついた時には両親はおらず、成長するにつれて普通は子供には親がいることを知った。それを想像するのは楽しい経験ではなかったので、物事を想像することが嫌いになった。ハイスクールに入ると独立して生活しなければならなくなり、メッサーたちとの自暴自棄の生活が始まった。そこには力だけが自分の立場を主張する明快な世界があって想像力を使う必要が無かったので、彼女はそれを愛した。
一見粗暴に見えるメッサーには人肌を恋しく思うようなどこかまともなところがあり、レエは彼を今一つ好きになれなかった。しかし、彼女にマン・マシーンを操縦する才能があることがわかったことで、組織の中で我慢することを覚えさせられ、アフランシと親交を深めることにつながった。才能がないといいながらもやらなければならない苦しい立場を甘受し、結局それを嫌とは感じないと映るアフランシにわけもなく親近感を抱くと、メッサーの甘さも許せるようになった。
地球降下後の戦闘でクリシュナの落下に気づき、助けようとするが失敗する。しかし、その後に偵察に同行したルーバン亭では、マハに寝返ったそのクリシュナと遭遇し、銃撃戦になる。
メッサーが撃墜されてからは死にたいという捨て鉢な気持ちで戦闘に挑み、次々と敵を撃墜していく。しかしウルのギッズ・ギースと遭遇し、撃破は免れるもそのままノイシュヴァンシュタイン城へ墜落。そこでエヴァリー・キーを発見し、アフランシにそれを伝えると、抱き合う二人を見ながら絶命した。

### レーザム・スタック
メタトロンのマン・マシーンパイロット。サイド2のスペースコロニー、ヘラスの不良グループの一員。メッサーらと共に政治犯としてメタトロン側へ引き渡された後、マン・マシーンの操縦訓練を受ける。ヘラスにいた頃は長髪だったが、メタトロンでは切っている。マハ追撃作戦の際にメッサーらと共に命令を無視して出撃、ウルのブロン・テクスターに撃墜されて戦死した。

### ロドリゲス・カロス
エアフォース2のキャプテン。任務に忠実で生真面目な性格である。

## 反地球連邦政府グループ

### キュレ・オウレボ
メタトロンの作戦に協力するヨーロッパで反地球連邦活動を行う不法居住者グループの一人。独特の発音を必要とする「キュレ」という言葉にアフランシは苦労していた。

### クロスハンゼン・スティンスリード
メタトロンの作戦に協力するヨーロッパで反地球連邦活動を行う不法居住者グループの一人。長身。地球での補給担当指揮官を務める。ノルウェーのハーマルでアフランシたちを出迎えた。また、キュレの情報を元に逃走したメッサー達と会うための場所とコースを算出している。

### ジャコブ・ベルハーレン
リエージュの「ルーバン亭」で働く反地球連邦運動活動家の男。痩身で頬はこけているものの眼光は鋭く、筋肉質でしなやかな体躯を持つ。

### ピエトロ
リエージュの「ルーバン亭」で働く端正な顔立ちの青年で、反地球連邦運動の活動家。銃撃戦で負傷したジョーの手当てをした。

### ピョル・スタッフ
メタトロンの作戦に協力するヨーロッパで反地球連邦活動を行う不法居住者グループの一人。小柄であどけなさを残した少女。ふくれっ面の横顔に、アフランシはエヴァリーを思い出していた。

### ファレス・デ・ミンネ
リエージュの居酒屋「ルーバン亭」の経営者の中年女性でジャコブからは「マダム」と呼ばれている。店はリエージュ近辺の反地球連邦活動家達の連絡先になっていた。情報を探りに来たウルたちと銃撃戦になったあとは店を放棄する事を決め、メタトロンのメンバーについていくことにする。別れた後もメタトロンに協力し、マドラスとはいつの間にかいい仲になっていた。

### ミハエル・キンゼイ
アフランシの乗ったホンコン行き定期便をシージャックした反地球連邦政府グループのリーダー。シャトル台の爆破に向かう途中に、トルースの依頼で船を襲ったがアフランシの抵抗により、身柄を拘束される。アフランシの要請によってシャトル台爆破は中止したが、連邦の転覆という組織の目的遂行を条件に解放された後、ボヤにまぎれて船から脱出している。

## マハ

### ウル・ウリアン
声：森川智之
マハのマン・マシーンパイロット。階級は少尉。見た目は屈託のない金持ちのお坊ちゃんで、物腰が柔らかで人あたりがよく、黒い髪色がやや重い感じだが、さわやかな瞳といいスッキリとした長身といい、まわりに良い印象を与える好青年。表面を上手く温厚に取り繕いながら小狡く立ち回る。しかしその素顔は残忍で狡猾、たとえ同僚でも自分に歯向かう相手には容赦ない暴力をふるう凶暴な男である。何かを思い込めば激発するタイプで、己のその欠点を知っているがゆえに、普段は普通の人でありたいと願い、趣味をよくしていようと努めている。それが「普通」を演じることの訓練に繋がり、任務にも役立っている。若くしてマハに登用される能力を持ちながら、マハのやり方を正義だととらえて順応してしまう感性の狭さがある。
良くない生まれながらも努力を積み重ねてマハに入隊し、ダーゴル大佐に目をかけられる。また、自身も大佐の「改革は優れたものが内部から行うべき」との考えに賛同しており、彼の尖兵として働くが、彼の意のままに動かざるを得ないということについて不満を覚えるようになる。エリートパイロットの道を歩む彼であったが、生まれながらに優れた出自と能力を持つアフランシに出会い、彼に対して強いライバル心を抱くことになる。またクリシュナと出会ってからは心の奥に潜む闇が明らかとなってくる。
メタトロンについては、「『シャア・コンティニュー・オペレーション』のうさん臭さは白人至上主義が感じられる。（ダーゴル大佐の好きな）ワーグナーはたかが音楽という形而上的な象徴としてあるものだが、『シャア・コンティニュー・オペレーション』はあからさまだ」「スペースコロニーという人工的な環境で生きていくためにはコロニーのキャパシティを超えないよう人口や住民の体重までチェックしないといけないため、すべてコンピューターに管理されている。つまり昔とは違い、現代の管理は人類が生きていく上での必然であり、それからはみ出た人間はアウトロー、法律で守られる必要がない人々、言い換えればコロニーで生きていく権利を持っていない人々である。しかしそれがエゴだということも理解せずにアウトロー的な生き方をする自由人というのはいつの時代にも存在する。それがメタトロンだ」と語っている。
ヘラス入港直後のアフランシの乗るスパシアス号にハングライダーの遭難を装って潜入する。「悪意を消す」能力を持っていると言われ、疑われながらもマハのメンバーという事については最後まで確信を持たせなかった。クリシュナに接近すると本性を現して彼女を拉致。その奪還にメタトロンが動くとダーゴル大佐から受領した新型機ブロン・テクスターで出撃。彼女を人質にしてガイア・ギアと交戦するが、劣勢と見るや彼女を宇宙空間に放置して戦線を離脱した。地球帰還作戦の時にメタトロンのエア・フォース1と交戦し、その最中に偶然クリシュナを保護する。ガイア・ギアαと何度も交戦しながらも勝ちきれないことでビューシング・ナッグ部隊の責任者へと降格させられていたが、マン・マシーンのパイロットは続けられることから本人は気にしていなかった。その後、クリシュナに対して真摯な態度で接し、催眠尋問の事も隠さず話したことで親密となり、男女の関係を持った。しかしクリシュナにアフランシへの対抗心を見透かされ、また彼女に対してそっけない態度しかとることが出来なかったために去られてしまった。ガイア・ギアαの撃破を命じられるが、逆にメッサーの乗るガイア・ギアαに鹵獲されてしまう。復帰後、ダーゴルから「懲罰は戦果を上げること」と冷笑されながら出撃。ジョーのゾーリン・ソールを撃破し、指名手配中のアフランシの恋人エヴァリー・キーの身柄を拘束するという成果を上げた。次第にダーゴルに反感を感じるようになったウルは、ダーゴルの愛するノイシュヴァンシュタイン城へとエヴァリーを連れ出し、エヴァリーを救い出したいアフランシと城を守りたいダーゴルを争わせようとする。

### ガミアン・ヘーゲリック
ウルの指揮するビューシング・ナッグ部隊のマン・マシーンのパイロット。「ルーバン亭」へ偵察に行ったメンバーの一人。クリシュナを連れて帰った。ガゥッサでウルと共にレエ機を撃墜するも、続くガイア・ギアαとの戦闘において待ち伏せを悟られ、逆に大破させられた。

### ギュラーム
ウルの指揮するビューシング・ナッグ部隊のマン・マシーンのパイロット。「ルーバン亭」へ偵察に行ったメンバーの一人。銃撃戦で負傷するが、そのままガゥッサで出撃。レエのドハディのバルカンにより撃破された。

### コンスタン・ペルケーネ
ウルの指揮するビューシング・ナッグのデッキクルーの一人。ケランのドハディとの戦闘で損傷したブロン・テクスターの装甲を取り替えた。

### ジェラン・アルサ
ウルの指揮するビューシング・ナッグのメイン・パイロット。リエージュでの戦闘でクリシュナとの会話をわざと無線で流して傍受させ、クリシュナの寝返りを知らせる事でメタトロン側の動揺を狙った。ヌーボ・パリにいる恋人に会える事で喜んでいたが、ミュンヘンへのコース変更により叶わなくなった。

### シムナウ・アーバン
地球連邦軍の通信士官で、階級は中尉。人懐っこい人物で、ウル・ウリアンは彼の人柄を慕い、自身の所属するマハ直轄の情報室より軍・警察・マハで共用する彼の職場のインフォメーションセンターで過ごすことが多かった。しかし、彼の方はウルについてパイロットや戦闘者として血気にはやる青年にすぎないとどこか冷めた目で見ていた。地球連邦軍の改革は内部から行うべきだと熱弁するウルに対し、「自分たちは連邦軍から給料をもらっているし、改革や世直しならメタトロンにやらせればいい。もし負ければ彼らのコントロールに従ってもいい」と冗談めかして言うと、彼に日和見主義だと言われた。温厚な彼だが、捕虜の尋問に当たっていたスタッフが自白剤の増量を提案してきた際は強い言葉で非難した。
マハが地球連邦軍を傘下に置く組織替えでマハに編入されることになり、地球降下後は作戦参謀を務めた。忠心から独自の美学に基づいて作戦を立てるダーゴル大佐に再三諫言するものの、それらが聞き入れられることはなかった。最終決戦において大佐を諌めている最中、マハ・ゲイジスの撃沈と共に戦死した。

### ハリー・スェームズ
声：谷口節
マハ・ゲイジスの艦長。ウルを可愛がっている上官。ブリッジ・クルーが間違いを犯さない限りは鷹揚。ダーゴルに対して、果たして彼は有能であるのかと軽い疑いを持っていた。
最終決戦においてマハ・ゲイジスの撃沈と共に戦死した。

### ビジャン・ダーゴル
声：中田譲治
地球連邦政府警察機構特捜第十三課、俗称『人狩り局』マハ所属の大佐。サイド2のヘラス政庁のマハの組織を管轄する司令官だったが、現状に満足せず、マハ組織全体のトップに立って全てを掌握しようとしている。いかにもやり手という感じの男。頬はこけ、落ち込んだ眼窩の奥にある瞳は透明に見えるブルー。
ダーゴルは地球連邦政府改革の必要性を認めているが、それは組織内部から行うべきと考えており、その実現のために地球連邦政府の実権を握るべく暗躍する。彼はその手段として「地球逆移民計画」を発案する。これはスペースコロニーで暮らす宇宙移民者が再び地球へ帰還する計画だが、サイド1の移民第一世代やマハに協力した者の中から優先的に逆移民権を与えることで大衆にマハの活動に参加すれば地球に逆移民できると信じ込ませ、マハへの支持を集めようというダーゴルの策略であった。ダーゴルはこの逆移民計画を連邦政府に認めさせることでマハのトップの立場を手に入れ、ホンコン・マハに代表される警察機構まで統括することに成功した。メタトロンのヘラスへの侵攻では、形骸化した地球連邦軍がそれに対応できないのを知っていて、連邦政府がすべてをマハに任せるという言質を取るのに利用した。連邦軍からマハへ軍の統率権を移行させることに成功したダーゴルは地球連邦政府の認証を受け、計画を実行に移すためマハ・ゲイジスを旗艦とする連邦軍の宇宙艦隊を率いて地球に降下した。しかし、ダーゴルの真の目的は、マハを地球連邦政府から組織として独立させ、スペースコロニー連合に対して独自の独立国家・ガイア帝国を作ることだった。ダーゴルの考える地球独立国家は、極度に選別されたエリートの国家で、ウル・ウリアン曰く「ワーグナーを愛せるような人の集団」。過去の人類の過ちを繰り返さないようクリーンに管理し、スペースコロニーから地球に降りてこようとする人々に対しては地球鎖国政策をとり、無能者と抵抗分子は排除し、能力のある協力者だけを受け入れるシステムにするつもりだった。メタトロン制圧の口実で徴兵制度を実施したが、目的は適正な人口を維持するための人減らしで、兵士たちに地球に帰れるという希望を抱かせて使い切ることだった。また政治犯などの口実で地球に送り込まれて強制労働させられている人々は、仕事が終わればガス室送りにされる予定だった。
ワーグナーの美学に心酔しており、特にその象徴であるノイシュヴァンシュタイン城には異常なまでの執着を見せた。また「地球逆移民計画」がまず白人発祥の地・ヨーロッパ地域への白人の逆移民から始まったこともあり、白人至上主義者と見なされているが、本人は「マハに人種差別はない」「己を鍛え、生き残る資格を持った者であれば人種はとわない」と言っている。
ダーゴルは野望実現のためにマハ・ゲイジスで地球に降下すると、まず手始めにヌーボ・パリに布陣するが、マザー・メタトロンによる衛星軌道上からの予想外のミサイル攻撃により大打撃を受ける。するとヨーロッパでは4番目の評価だが、愛するノイシュヴァンシュタイン城のある旧ミュンヘンを中心としたバイエルン一帯へと拠点を移し、そこを中心にマハの国家建設を目指すことにした。
しかし、それまで地球連邦軍を私軍のように扱ってきたことやあまりに急激に計画を進めたことにより、彼らは軍から獅子身中の虫と見なされるようになっていた。最終的に地球連邦政府はメタトロンと手を組んで彼らを排除することを決めた。
地球への回帰を目指しておきながら、スペース・コロニーでの生活に慣れ切っていた彼自身は、地球の生の自然に対して不快感や違和感を感じていた。
歪んだ性的嗜好の持ち主で、ウルによれば彼の度重なる失敗に寛容な姿勢を見せたのは、ウルが無様な失敗を繰り返すさまをサディスティックに楽しんでいたからだという。またエヴァリー・キーを尋問する際にもそのサディスティックな嗜好を見せた。

### マリーサ・ナジス
声：山田栄子
ダーゴル大佐の副官を務める女性。階級は大尉。有能な士官であると同時に、大佐の愛人的存在でもある。最後まで彼に付き従っていたが、最終決戦においてマハ・ゲイジスの撃沈と共に戦死した。

### レイラ・セイバー
声：勝生真沙子
ラジオドラマ版のオリジナル・キャラクター。マン・マシーンのパイロット。

## ホンコン・マハ

### ウォン・ロー
声：菊池正美
ラジオドラマ版のオリジナル・キャラクター。マンマシーンのパイロット。

### ジャン・ウェン・フー（ジャン・フー）
声：中原茂
ホンコン・マハから新鋭機ギッズ･ギースを移動させてきた第一陣の指揮官。凄腕のパイロットで、政治とは関係なく動く優秀な軍人。ダーゴル大佐に対しても臆することなく無遠慮な発言をする豪胆な男で、ダーゴルからは本当の戦闘者と評された。しかし、白人至上主義者のダーゴルは、彼の実力は評価しつつも東洋人とういうことで信頼は置いていなかった。自分たちで宇宙への強制移民を開始しておきながら今になって地球逆移民計画を実行する地球連邦政府に不信感を持っている。
部隊を率いてミュンヘンへ進行する途中、アフランシの部隊と衝突。戦闘開始時に3機を撃墜するも、長期化の不利を悟り撤退した。最終決戦においてレエ機と交戦中、ガイア・ギアαの攻撃を受け、戦死した。

### チョウ
声：
ラジオドラマ版のオリジナル・キャラクター。マンマシーンのパイロット。

### リィ・ホアウォン（麗華黄）
声：中嶋聡彦
ジャンウェン・フーの部隊に所属するホンコン・マハのパイロット。ギッズ・ギースに搭乗する。ジャンウェン・フー曰く、ガイア・ギアαとの戦闘で生き残った3人のパイロットの中では最も未熟なパイロットだが、ダーゴル大佐の前で行なったマハのガゥッサと模擬戦では完勝し、ギッズ・ギースの圧倒的性能差を知らしめた。

### リン
声：
ラジオドラマ版のオリジナル・キャラクター。マンマシーンのパイロット。

### レイ・チャン
声：太田真一郎
ラジオドラマ版のオリジナル・キャラクター。マンマシーンのパイロット。

### ロウ燕
声：江川央生
ジャンウェン・フーの部隊に所属するマンマシーンのパイロット。ギッズ・ギースに搭乗する。

## 地球連邦軍

### ツィ・イェンガン
地球連邦軍の少佐で、パリ湖湖畔で政治犯の強制労働を監督していた。マハの宇宙軍が降りてこなければ、楽な仕事の合間に退官後に地球に住める土地を探すつもりだった。しかしマハのヌーボ・パリ駐留以来、彼のような士官まで部下もつけられずに現場に駆り出されることになり、マハのやり方には不満を持っている。またヨーロッパ全土が反連邦政府活動家の巣窟である事を知らず、いやしくも人類が帰ってくる場所であるべき地球を流刑地扱いしていることにも反感をおぼえている。

### ジョナサン・リーヴ
地球連邦軍のマン・マシーンパイロット。ヘラスでマハのウルを支援すべくガゥッサ18番機で出撃したが、ケラン・ミードのガイア・ギアαから直撃を受け、コロニー内を滑空していたが、高度の目測を誤り墜落。コクピットを開けられてアフランシらに機体を奪われる失態を演じる。この時代、敵味方を問わず実戦経験を持つものは少なく、彼もまた経験の無さから臨機応変に対応することが出来なかった。

## 民間人

### エヴァリー・キー
声：岡村明美
アフランシと南の島で共に育った褐色の肌の混血の少女。彼の幼馴染であり、恋人であり、また妻でもある。伸びやかな肢体と激しい気性を併せ持っている女性。本能的に見られることが好きな少女で、正確に美しいポーズをとる術を知っているが、本人にその自覚はない。だからこそ素敵だとアフランシは考えている。
アフランシに養父の遺言に従って宇宙へ行くことを告げられ、激しく拒否する。その後、運命を受け入れてアフランシが島を離れるまでの数日間、彼の小屋で新妻のように過ごした。しかし、どうしてもアフランシのことを諦められなかった彼女は、2人の共通の友人であるキャリ・ハウの助けで、嵐のさなかに密かに島を離れた彼を追って島を出た。そこでトルース・シュトロンガーに「お前みたいな女はアフランシに近づくな」と平手打ちされてしまう。アフランシに諭されて島に帰ることになるが、トルースの策謀でシー・ジャックの人質となってしまった。シー・ジャック制圧後、成り行きでアフランシと一緒にホンコンへ向うことになったが、改めて別れを告げられた。そのまま島へ帰ったかと思われたが、トルースの入れ知恵でアフランシを追ってヨーロッパへと向かっていた。その旅の途中、クリシュナと出会い、彼女を助ける。メタトロンの合流地点を探している時にジョーと出会い、保護されるが、ジョーはウルに討たれてしまった。偽名を使ったものの、クリシュナによりその身分を暴かれてしまい、マハの捕虜となった。ダーゴル大佐により屈辱的な尋問を受けた後、囮としてノイシュヴァンシュタイン城へ移された。戦いの後、レエに発見され、アフランシに助けられた。最終決戦後、アフランシと共に大西洋を目指したが、妊娠が判明した事もあり、大西洋に面した土地で旅を終えた。

### マリーン・ソー
ディ－プ・ヨーロッパでクリシュナを助けたエヴァリーが、名前を聞かれて答えた偽名。『何者だ』というジョーの問いに『ただの旅行者で、（ジョー達の）協力者』だと説明した。

### エントー・シスメシア
声：藤夏子
サイド2のスペースコロニー、ヘラスに住む占い師。近辺では「星占いのエントー」で通っているという。白内障に侵され白濁したブラウンの瞳を持つ褐色の肌の婦人で、肌が若々しいためアフランシは最初中年くらいだと思っていたが、よく見ると結構な年齢の女性だった。アフランシを「星のない男」と評し、捨て子であることを言い当てた。占いの途中でマハのミノックスによる爆撃が始まり、アフランシと一緒に逃げる途中で行方不明となった。

### カサン・ムース
23年前に亡くなったガバ・スーの妻。ガバ・スーとの間に多くの子供をもうけた。

### ガバ・スー
声：山内雅人
アフランシの育ての親で島の長老。老衰で亡くなった。今際の際にアフランシに宇宙に出るよう言い残した。アフランシを島で育てるよう言われて預かったが、その際に詳しい事情や彼の素性はあえて聞かなかった。
若い頃にさまざまな冒険した後、島に戻ってカサン・ムースと結婚して島に落ち着き、何人もの子供を作ったが、アフランシが来た時には子供たちはすでに全員島を出ていた。子供らは機械好きが多く、みんな強かった。そして強かったからこそみんな島を出て行った。だからガバ・スーはアフランシが島に来た時に彼を育てることにした。

### キャリ・ハウ
アフランシの島での友人。いつも彼を敬うような口の利き方をする青年。ホンコンまでエヴァリーを送り届けたが、ミハエルたちに気絶させられ、彼女をシージャックの人質として連れ去られてしまった。

### グレン
島を出たアフランシが、食事をするために最初に入った飲み屋のマスター。

### グロリア
サルソーの町で脱走したメッサーたちに食事を振舞ったごく普通の田舎のおばあさんという雰囲気の高齢の女性。

### ジェームス
サイド2のスペースコロニー、ヘラスの警官。アフランシを捕まえた警官が報告するように伝えていた相手。アフランシが釈放される際に嘘の証言をし、それを指摘された。

### 市長
声：
ラジオドラマ版のオリジナル・キャラクター。スペース・コロニー、ヘラスの市長。

### ヤン教授
ギッズ・ギースに搭載されたマン・マシーン用新型ジェネレーターに画期的な性能向上をもたらしたΨサイクル核融合炉の開発に貢献した"虚軸鏡像理論"の提唱者。